# Stade Gaston-Petit
O Stade Gaston-Petit é o principal estádio de Châteauroux, e acolhe os jogos do time local que atualmente disputa a Ligue 2.